# Louise Munga Mesozi
Louise Munga Mesozi est une femme politique de la république démocratique du Congo.

## Biographie
Originaire du territoire de Fizi au sud de la province du sud Kivu, elle est diplômée en droit à l'université nationale du Zaïre en 1974. Elle travaille alors à l'Union zaïroise des banques, puis devient en 2007 conseillère principale de la Présidence de la République, chargée de la bonne gouvernance et de la lutte contre la corruption. 
Elle est ministre des Postes, Téléphones et Télécommunications des gouvernements Muzito I ,  II et III d'octobre 2008 à 2012, puis ministre du Portefeuille de 2012 à 2015 du gouvernement Matata I.